# Perihelium

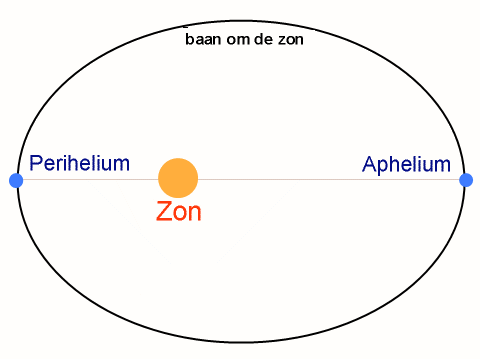
Het aphelium en perihelium van een planeet

Het perihelium is het punt dat het dichtst bij de zon gelegen is in de baan van een planeet of ander object dat zich in een baan om de zon bevindt. Objecten met een elliptische baan hebben behalve een perihelium ook een aphelium, het punt waar de baan de grootste afstand tot de zon bereikt. 
Objecten met een parabolische of hyperbolische baan hebben wel een perihelium, maar geen aphelium. Die banen zijn dan ook niet periodiek; het object passeert de zon maar eenmaal, en het perihelium is het punt van dichtste nadering tot de zon.
De Aarde heeft een elliptische baan en heeft dus een perihelium en een aphelium. Voor de Aarde valt het perihelium meestal tussen 2 en 5 januari. Hierdoor zijn de winters op het noordelijk halfrond relatief iets warmer en de zomers iets koeler dan op het zuidelijk halfrond, wanneer men overige factoren buiten beschouwing laat. 
Het overeenkomstige punt voor de baan van de maan om de Aarde wordt perigeum genoemd. Bij een willekeurige andere ster spreekt men van periastron. Zie apside voor een algemene bespreking van deze punten in banen.